# La Charité-sur-Loire
La Charité-sur-Loire är en kommun i departementet Nièvre i regionen Bourgogne-Franche-Comté i de centrala delarna av Frankrike. Kommunen ligger i kantonen La Charité-sur-Loire som tillhör arrondissementet Cosne-Cours-sur-Loire. År 2022 hade La Charité-sur-Loire 4 701 invånare.

## Befolkningsutveckling
Antalet invånare i kommunen La Charité-sur-Loire
| Referens: INSEE |